# 公共広告
公共広告（こうきょうこうこく）とは、商品の宣伝や企業イメージなどを主とせず、広告の持つ力を公共に役立て、社会啓発させようとする理念を持つ広告全般の総称である。

## 各国の公共広告

### 日本
日本では、ACジャパン、日本広告審査機構（JARO）、放送倫理・番組向上機構（BPO）、日本赤十字社、日本民間放送連盟、放送番組センター、字幕付きＣＭ普及推進協議会などのコマーシャルや新聞広告がこれに該当する。
公共広告は企業広告を流さないNHKでも流れることがあるが、ACジャパンの場合は最後のサウンドロゴが「公共放送 NHK」に差し替えられる。BPOや2011年7月24日の地上デジタル放送移行告知は民放で流されるCMと全く同じものである。企業広告は一切行っていない事から、JAROは放映されていない。

### 韓国
大韓民国の公共広告は1981年1月22日設立された韓国放送広告振興公社（KOBACO）で製作を担当していて、法律によって一定以上の公共広告がテレビ・ラジオなどを通じて編成されている。
1年間韓国国内で放送される公共広告の主題選定及び広報対策樹立及び戦略の模索などの自問役目は, 放送広告振興公社内に構成される機構である「公益広告協議会」が担当している。この団体は 1981年9月9日構成された「放送広告向上諮問委員会」から由来して、1983年2月7日「公益広告向上諮問委員会」を経って、1988年7月1日現在の名前に変更された。対外広告の名義では「放送広告向上協議会」、「公益広告協議会」などを使って来た。公益広告協議会は広告学界、放送界、広告界、市民団体などから指名される15人内外の人士で構成される機構である。
2002年末現在韓国放送広告振興公社で製作した放送公共広告は総258編であり、1981年9月9日韓国放送広告公社が「放送広告向上諮問委員会」を構成して同じ年12月5日「貯金で豊かな明日を」という内容の広告を放送したのがその始めだ。

### アメリカ合衆国
アメリカ合衆国において公共広告はpublic service announcementまたは public service adと呼ばれており、いずれもPSAと略される。
アメリカの公共広告は健康や安全に関するものが多く、ラジオのトーク番組とブログを通じて広められたEmergency Preparedness & Safety Tips On Air and Online が代表例である 。
これらの広告は大衆を啓もうし、肥満やギャンブル依存症といった社会問題にもっと関心を持ってもらうためのキャンペーンの一環として放送されている
時折著名人が公共広告に出る形でチャリティー団体を支援することがある。たとえば、クリップスのリーダーだった死刑囚スタンリー・ウィリアムズは若者に対し自分のようなギャングにならぬよう呼びかけていた。また、女優キャスリン・アーブは人々に対し地球環境を守ろうと呼びかけており、環境主義にのっとった公共広告も少なくない。このほかにもペットを買うかわりに貰おうと呼びかける公共広告もある。
テレビ番組において、特定のテーマを扱った回(very special episode)の後に同じ題材の公共広告を流すという手法がとられることもある。
例えば、テレビドラマ『Law & Order』で飲酒運転を扱った回が放送された後に飲酒運転をテーマとした公共広告が流された。同じ手法はこの作品のスピンオフである『LAW & ORDER:性犯罪特捜班』で児童虐待を扱った回が放送された時にも用いられた
1980年代、アメリカのテレビアニメの大半は番組の最後に視聴者を啓もうするためのメッセージを流したが、本編の内容とは無関係のものもあった。このようなタイプのものとしては『アドベンチャーズ・オブ・ソニック・ザ・ヘッジホッグ』の "Sonic Sez"というコーナーが挙げられる。
公共広告の中には、フィクションと現実の混同やテレビの見すぎを警告するものや、テレビや映画やゲームのレイティングに関するものもある。公共広告は、飲酒運転や犯罪撲滅、健康や安全といった問題に対する大衆の考えを変えるのに絶大な効果をもたらす。
一定の数の公共広告を放送するよう連邦通信委員会から求められなくても、放送局は公共のためになる放送をすることが求められており、受託官としての義務を果たすための方法の一つとして公共広告が用いられている。

### イギリス
イギリスにおいて公共広告は Public Information filmsと呼ばれる。
これらの公共広告の多くは、子供向けに創られており、休日や週末に放送される子供向け番組の間に放映される。
これらの広告は低予算で作られ、おぞましい衝撃を視聴者に与える点においてはハマーフィルムに近い雰囲気を醸し出している。大人になってからも恐い思い出として心に残るほどおぞましいものもある一方、危険行為や愚行の顛末がコミカルに描かれたものもあり、後者のタイプで有名なものにJoe and Petuniaがある。アメリカの場合と同様、公共広告にはセレブリティがかかわることもあり、ナレーションを務めることもある。
イギリスの公共広告は情報中央局が制作しており、道路を安全にわたる方法から核の脅威の中で生き残る方法などを題材としている。安全に関するテーマばかりが取り上げられがちだとみなされることもあるが、実際は動物虐待や環境保護、犯罪予防から選挙への投票の仕方や国勢調査用紙への記入方法まで、扱うテーマは多岐にわたっている。
公共広告は国内向けである場合が多いが、情報中央局が海外向けの広告を委託することもある。これらの広告は、市場調査や研究を重ねたうえで制作されており、イギリス人の生活や、イギリスの製品の描写も含んでいる
これらの広告は、外交上のネットワークを通じて輸出されるが必ずしもそうとは限らず、テレビ向けなどに営利目的で海外へ輸出されることもある。
広告の中には、ファンの間で名作として知られているものもあり、 全英児童虐待防止協会が2002年に児童虐待防止キャンペーンの一環として製作した"Cartoon Boy"や、ブリティッシュ・ガスが1980年代に放映したガス漏れの対処法をテーマとしたCMがよく知られている。（なお、ブリティッシュ・ガスのCMは、非政府の団体による公共広告として見なされることがある）
また、公共広告は懐かしさからカルト的人気を博すこともあり、2001年に発売されたCharley Says: The Greatest Public Information Films in the Worldは、先に販売されたVHSをまとめたDVDであり、2005年には続篇が発売された。
公共広告の負の面として知られている事例として、ソビエト連邦によるアフガン侵攻の際、イギリス国内でイスラム原理主義組織を支援する公共広告が流れていたことが挙げられており、 Val Wakeの小説When the Lions are Drinkingはこれが基になっている。